# Bahrains Grand Prix 2014
Bahrains Grand Prix 2014 (officielle navn: 2014 Formula 1 Gulf Air Bahrain Grand Prix) var et Formel 1-løb som blev arrangeret den 6. april 2014 på Bahrain International Circuit. Det var det tredje løb i Formel 1-sæsonen 2014, og tiende gang Bahrains Grand Prix blev arrangeret. Løbet blev startet lige før solnedgang og blev kørt som et aftenløb i projektørlys, i lighed med Abu Dhabis Grand Prix. Beslutningen om dette blev taget som en måde at markere løbets 10-års jubilæum.
Løbet blev vundet af Mercedes-køreren Lewis Hamilton, med hans teamkollega Nico Rosberg på andenpladsen. På tredjepladsen kom Force Indias Sergio Pérez.

## Baggrund
14. januar 2014 sendte en række menneskerettighedsorganisationer et fælles brev til Mr. Jean Todt, præsident i Fédération Internationale de l'Automobile (FIA), hvor de kræver at løbet i Bahrain bliver aflyst på grund af menneskerettighedssituationen i landet. De skriver at der har været en en sammenhæng mellem eskaleret forfølgelse af politiske demonstranter (som har holdt på siden det arabiske forår i 2011) og løbene da de blev arrangeret i tidligere år. Blandt andet er civile udsat for vilkårlige arrestationer. Mere end 3000 politiske fanger er at finde i Bahrain i dag.

## Resultater

### Kvalifikation
| Pos.               | Nr. | Kører             | Konstruktør          | Del 1    | Del 2    | Del 3    | Grid |
| ------------------ | --- | ----------------- | -------------------- | -------- | -------- | -------- | ---- |
| 1                  | 6   | Nico Rosberg      | Mercedes             | 1.35,439 | 1.33,708 | 1.33,185 | 1    |
| 2                  | 44  | Lewis Hamilton    | Mercedes             | 1.35,323 | 1.33,872 | 1.33,464 | 2    |
| 3                  | 3   | Daniel Ricciardo1 | Red Bull-Renault     | 1.36,220 | 1.34,592 | 1.34,051 | 131  |
| 4                  | 77  | Valtteri Bottas   | Williams-Mercedes    | 1.34,934 | 1.34,842 | 1.34,247 | 3    |
| 5                  | 11  | Sergio Pérez      | Force India-Mercedes | 1.34,998 | 1.34,747 | 1.34,346 | 4    |
| 6                  | 7   | Kimi Räikkönen    | Ferrari              | 1.35,234 | 1.34,925 | 1.34,368 | 5    |
| 7                  | 22  | Jenson Button     | McLaren-Mercedes     | 1.35,699 | 1.34,714 | 1.34,387 | 6    |
| 8                  | 19  | Felipe Massa      | Williams-Mercedes    | 1.35,085 | 1.34,842 | 1.34,511 | 7    |
| 9                  | 20  | Kevin Magnussen   | McLaren-Mercedes     | 1.35,288 | 1.34,904 | 1.34,712 | 8    |
| 10                 | 14  | Fernando Alonso   | Ferrari              | 1.35,251 | 1.34,723 | 1.34,992 | 9    |
| 11                 | 1   | Sebastian Vettel  | Red Bull-Renault     | 1.35,549 | 1.34,985 |          | 10   |
| 12                 | 27  | Nico Hülkenberg   | Force India-Mercedes | 1.34,874 | 1.35,116 |          | 11   |
| 13                 | 26  | Daniil Kvjat      | Toro Rosso-Renault   | 1.35,395 | 1.35,145 |          | 12   |
| 14                 | 25  | Jean-Éric Vergne  | Toro Rosso-Renault   | 1.35,815 | 1.35,286 |          | 14   |
| 15                 | 21  | Esteban Gutiérrez | Sauber-Ferrari       | 1.36,567 | 1.35,891 |          | 15   |
| 16                 | 8   | Romain Grosjean   | Lotus-Renault        | 1.36,654 | 1.35,908 |          | 16   |
| 17                 | 13  | Pastor Maldonado  | Lotus-Renault        | 1.36,663 |          |          | 17   |
| 18                 | 99  | Adrian Sutil2     | Sauber-Ferrari       | 1.36,840 |          |          | 222  |
| 19                 | 10  | Kamui Kobayashi   | Caterham-Renault     | 1.37,085 |          |          | 18   |
| 20                 | 17  | Jules Bianchi     | Marussia-Ferrari     | 1.37,310 |          |          | 19   |
| 21                 | 9   | Marcus Ericsson   | Caterham-Renault     | 1.37,875 |          |          | 20   |
| 22                 | 4   | Max Chilton       | Marussia-Ferrari     | 1.37,913 |          |          | 21   |
| 107%-tid: 1.41,515 |     |                   |                      |          |          |          |      |
| Kilde:             |     |                   |                      |          |          |          |      |

### Løbet
| Pos.   | Nr. | Kører             | Konstruktør          | Omgange | Tid/Udgået  | Startpos. | Point |
| ------ | --- | ----------------- | -------------------- | ------- | ----------- | --------- | ----- |
| 1      | 44  | Lewis Hamilton    | Mercedes             | 57      | 1.39.42,743 | 2         | 25    |
| 2      | 6   | Nico Rosberg      | Mercedes             | 57      | +1,085      | 1         | 18    |
| 3      | 11  | Sergio Pérez      | Force India-Mercedes | 57      | +24,067     | 4         | 15    |
| 4      | 3   | Daniel Ricciardo1 | Red Bull-Renault     | 57      | +24,489     | 131       | 12    |
| 5      | 27  | Nico Hülkenberg   | Force India-Mercedes | 57      | +28,654     | 11        | 10    |
| 6      | 1   | Sebastian Vettel  | Red Bull-Renault     | 57      | +29,879     | 10        | 8     |
| 7      | 19  | Felipe Massa      | Williams-Mercedes    | 57      | +31,265     | 7         | 6     |
| 8      | 77  | Valtteri Bottas   | Williams-Mercedes    | 57      | +31,876     | 3         | 4     |
| 9      | 14  | Fernando Alonso   | Ferrari              | 57      | +32,595     | 9         | 2     |
| 10     | 7   | Kimi Räikkönen    | Ferrari              | 57      | +33,462     | 5         | 1     |
| 11     | 26  | Daniil Kvjat      | Toro Rosso-Renault   | 57      | +41,342     | 12        |       |
| 12     | 8   | Romain Grosjean   | Lotus-Renault        | 57      | +43,143     | 16        |       |
| 13     | 4   | Max Chilton       | Marussia-Ferrari     | 57      | +59,909     | 21        |       |
| 14     | 13  | Pastor Maldonado  | Lotus-Renault        | 57      | +1.02,803   | 17        |       |
| 15     | 10  | Kamui Kobayashi   | Caterham-Renault     | 57      | +1.27,900   | 18        |       |
| 16     | 17  | Jules Bianchi     | Marussia-Ferrari     | 56      | +1 omgang   | 19        |       |
| 17     | 22  | Jenson Button     | McLaren-Mercedes     | 55      | Clutch      | 6         |       |
| Ret    | 20  | Kevin Magnussen   | McLaren-Mercedes     | 40      | Clutch      | 8         |       |
| Ret    | 21  | Esteban Gutiérrez | Sauber-Ferrari       | 39      | Kollision   | 15        |       |
| Ret    | 9   | Marcus Ericsson   | Caterham-Renault     | 33      | Olielækage  | 20        |       |
| Ret    | 25  | Jean-Éric Vergne  | Toro Rosso-Renault   | 18      | Kollision   | 14        |       |
| Ret    | 99  | Adrian Sutil2     | Sauber-Ferrari       | 17      | Kollision   | 222       |       |
| Kilde: |     |                   |                      |         |             |           |       |

Noter til tabellerne:
- 1:  - Daniel Ricciardo fik en gridstraf på ti placeringer for en usikker udkørsel fra pit under Malaysias Grand Prix 2014.[7]
- 2:  - Adrian Sutil fik en gridstraf på fem placeringer for at have hindret Romain Grosjean under kvalifikationen.[8]

## Stillingen i mesterskaberne efter løbet
| Nr. | +/- | Kører             | Point |
| --- | --- | ----------------- | ----- |
| 1   |     | Nico Rosberg      | 61    |
| 2   |     | Lewis Hamilton    | 50    |
| 3   | 3   | Nico Hülkenberg   | 28    |
| 4   | 1   | Fernando Alonso   | 26    |
| 5   | 1   | Jenson Button     | 23    |
| 6   | 1   | Sebastian Vettel  | 23    |
| 7   | 2   | Kevin Magnussen   | 20    |
| 8   |     | Valtteri Bottas   | 18    |
| 9   | 4   | Sergio Pérez      | 16    |
| 10  | -   | Daniel Ricciardo  | 12    |
| 11  | 1   | Felipe Massa      | 12    |
| 12  | 3   | Kimi Räikkönen    | 7     |
| 13  | 2   | Jean-Éric Vergne  | 4     |
| 14  | 2   | Daniil Kvjat      | 3     |
| 15  | 1   | Romain Grosjean   | 0     |
| 16  | 1   | Adrian Sutil      | 0     |
| 17  | 1   | Esteban Gutiérrez | 0     |
| 18  | 1   | Max Chilton       | 0     |
| 19  | 1   | Kamui Kobayashi   | 0     |
| 20  | -   | Pastor Maldonado  | 0     |
| 21  | 2   | Marcus Ericsson   | 0     |
| 22  | -   | Jules Bianchi     | 0     |

| Nr. | +/- | Konstruktør          | Point |
| --- | --- | -------------------- | ----- |
| 1   |     | Mercedes             | 111   |
| 2   | 3   | Force India-Mercedes | 44    |
| 3   | 1   | McLaren-Mercedes     | 43    |
| 4   | 2   | Red Bull-Renault     | 35    |
| 5   | 2   | Ferrari              | 33    |
| 6   | 2   | Williams-Mercedes    | 30    |
| 7   |     | Toro Rosso-Renault   | 7     |
| 8   | 1   | Lotus-Renault        | 0     |
| 9   | 1   | Sauber-Ferrari       | 0     |
| 10  | 1   | Marussia-Ferrari     | 0     |
| 11  | 1   | Caterham-Renault     | 0     |